# Tóngchéng Shì
Tóngchéng Shì o ciudad de Tóngchéng es una localidad de la ciudad-prefectura de Anqing en la provincia de Anhui, República Popular China, con una población censada en noviembre de 2010 de 664 455 habitantes.
Se encuentra situada cerca del río Yangtsé, de las montañas Dabie y de la frontera con las provincias de Jiangxi y Hubei.